# DAKARA (BOØWYの曲)
「DAKARA」（ダカラ）は、日本のロックバンドであるBOØWYの楽曲。
1988年2月3日にビクター音楽産業のInvitationレーベルから8枚目のシングルとして12インチシングル形態でリリースされた。作詞および作曲は氷室狂介が担当している。
BOØWYのファーストアルバムであった『MORAL』（1982年）と同時期にレコーディングされたがお蔵入りとなった曲であり、共にお蔵入りとなった「OUT!!」および「LET'S THINK」も同時収録されている。元々シングル用として制作された曲ではなく、シングルのタイトルは「DAKARA」だが収録曲の中では2番目の曲順となっている。本作のリリースと同時にこの3曲を収録したアルバム『MORAL+3』がリリースされている。
1987年12月24日の渋谷公会堂公演における解散宣言後にリリースされており、オリコンシングルチャートでは最高位2位となった。

## 背景
6枚目のアルバム『PSYCHOPATH』（1987年）リリース後、BOØWYは「BOØWY ROCK'N'ROLL REVIEW DR.FEELMAN'S PSYCHOPATHIC HEARTS CLUB BAND TOUR」と題したコンサートツアーを同年9月16日の宇都宮文化会館から12月24日の渋谷公会堂まで、32都市全35公演を実施した。すでに解散が決定事項となっていたBOØWYであったが、外部には一切公開されていない状態であった。しかし同年12月には写真週刊誌『FRIDAY』に「BOØWY解散の噂」と題した記事が掲載され、それ以前から巷で流れていた解散の噂に拍車が掛かる事となった。
その後ツアーファイナルとなった12月24日の渋谷公会堂公演にて、2回目のアンコールの際に氷室から解散宣言とも受け取れる発言がなされ、BOØWYとしての活動は終了する事となった。当日はチケットを入手できなかった300人程度のファンが会場に詰め掛け、強引に中に入ろうとする余り会場の扉がしなり続け、結果として入口のガラスが破壊され会場側から中止勧告が出される事態となった。翌12月25日には新聞各紙のBOØWYサイドが買い取ったスペースにメンバー4人の個人名が記載された状態で解散宣言が掲載された。

## 録音
本作収録曲はファーストアルバム『MORAL』と同時期にレコーディングされた。高橋まことは『MORAL』のリリース後にビクター側から次作の打診があり、「OUT!!」「DAKARA」「LET'S THINK」の3曲をビクタースタジオにてレコーディングしたと述べた他、2枚目のアルバムは当初パンク路線の作品として制作する予定があったと述べている。一方で氷室は「OUT」と「DAKARA」は『MORAL』の際の没テイクであり、「LET'S THINK」は2枚目のアルバム『INSTANT LOVE』（1983年）の際の没テイクであると述べている。また高橋はレコード会社も事務所もこの3曲に関して全く興味を示さなかったためお蔵入りとなったと述べている。
当時BOØWYが所属していたビーイングの副社長であった月光恵亮は、この3曲に関してはBOØWYメンバーも思い入れはなく、「OUT!!」はライブでも演奏されなかったのではないかと述べている（実際にはライブ演奏されている）。また月光は「LET'S THINK」に関しては全く印象に残っておらず、「DAKARA」は印象に残っていると述べている。
『音楽誌が書かないJポップ批評18 BOØWYと「日本のロック」』では、3曲とも方向性が異なっており結成当時の試行錯誤が表れていると指摘した他、この3曲が同一のアルバムに収録された場合は違和感のある作品になっていたのではないかと推測した。

## リリース
1988年2月3日にビクター音楽産業のInvitationレーベルからレコードとしてリリースされた。1989年2月21日には8センチCDとして再リリースされている。
本作のリリースも含め、BOØWYの解散に伴い過去に在籍したレコード会社から様々な作品が次々とリリースされた事に対して、当時氷室は不快感を示していた。
2007年7月25日には『MORAL』との2枚組で本作がリリースされる予定があったが発売中止となった。

## チャート成績
オリコンチャートでは最高位2位の登場回数13回で売り上げ枚数は14.1万枚となった。『音楽誌が書かないJポップ批評18 BOØWYと「日本のロック」』では、最終公演となった『“LAST GIGS”』（1988年）の直前にリリースされている事から、解散直前だったためにヒットしたと指摘している。

## 収録曲

### 一覧
全編曲: 布袋寅泰。
| #         | タイトル        | 作詞      | 作曲      | 時間  |
| --------- | --------------- | --------- | --------- | ----- |
| 1.        | 「OUT!!」       | 氷室狂介  | 氷室狂介  | 2:10  |
| 2.        | 「DAKARA」      | 氷室狂介  | 氷室狂介  | 3:51  |
| 3.        | 「LET'S THINK」 | 氷室狂介  | 布袋寅泰  | 4:53  |
| 合計時間: | 合計時間:       | 合計時間: | 合計時間: | 10:54 |

### 曲解説
1. OUT!!
原題は「Ray's Out」[11][13]。当時所属していた音楽事務所社長の弟をモデルとしており、全て日本語による歌詞となっている[11]。『音楽誌が書かないJポップ批評43 21世紀のBOØWY伝説』にて社会学研究家の木島由晶は、「彼らの怒りをむき出しにしたかのように巻き舌で『自慢話の男』をコキおろしている」と述べている[13]。
2. DAKARA
本曲では深沢によるサックス演奏が収録されている。『音楽誌が書かないJポップ批評18 BOØWYと「日本のロック」』では、中期から後期を思わせるメロディラインであると記されている[11]。後にサビ以外を変更したリメイクとなる通称「DAKARA PART II」がライブにて演奏されている[11][14]。
3. LET'S THINK
『MORAL』と同時期に制作された曲であるが、4人編成に移行してから「SYMPHONIC」とのメドレーでレコーディングされたバージョンも存在する[11]。上記2曲に比べ、ニューウェーブ色が強い作品。アルバム『MORAL』の頃よりも、『INSTANT LOVE』の頃に近いアレンジとなっている。『音楽誌が書かないJポップ批評43 21世紀のBOØWY伝説』では『INSTANT LOVE』制作時の没テイクであると記されている[15]。同書にて木島は「ふだんは『俺』でも彼女に対してだけは『オイラ』と主語を使いわけているのがニクい」と述べている[15]。このシングルの3曲の中で、唯一公式のライブ音源および映像が発表されており、それぞれライブアルバム『“GIGS” CASE OF BOØWY COMPLETE』（2007年）とDVD-BOX『“GIGS” BOX』（2007年）に収録されている。

## 参加ミュージシャン
- 氷室狂介 - ボーカル
- 布袋寅泰 - ギター
- 松井恒松 - ベース
- 高橋まこと - ドラムス
- 深沢和明 - サックス、コーラス
- 諸星アツシ - ギター

## リリース履歴
| No. | 日付          | レーベル             | 規格      | 規格品番   | 最高順位 | 備考 |
| --- | ------------- | -------------------- | --------- | ---------- | -------- | ---- |
| 1   | 1988年2月3日  | ビクター／Invitation | 12inchEP  | VIH-12011  | 2位      |      |
| 2   | 1989年2月21日 | ビクター／Invitation | 8センチCD | VDRM-12016 | 15位     |      |